# Hiša duše
Hiša duše je bil lončen pladenj, na katerem je pogosto stala miniaturna hiša, ki so ga Starem Egiptu od Srednjega kraljestva dalje prilagali v grobnice. Pladnji so bili lahko zelo enostavni in brez hiš ali razkošni z dodelanimi hišami. Na pladnju so bili upodobljeni darovi v hrani. Na nekaterih pladnjih so bile tudi posode za pijačo, iz katerih se je pijača obredno zlila na hišo duše in odtekla.
Domneva se, da je hiša duše služila tudi za površinsko označevanje grobov in dom pokojnikove kꜣ. Sodobne razlage slednje  domneve ne podpirajo in trdijo, da je hiša duše služila predvsem za darovanje hrane pokonikovi  kꜣ.
Modeli hiš so vir podatkov, kako so v različnih zgodovinskih obdobjih zgledale značile egipčanske hiše.